# Michel-Ange dans son atelier (Gérôme)
Michel-Ange dans son atelier est un tableau réalisé en 1849 par le peintre français Jean-Léon Gérôme. Cette peinture à l'huile sur toile, de format vertical de 52 × 36 cm, représente une scène d’histoire fictive montrant l’artiste Michel-Ange aveugle se faisant guider dans son atelier afin de toucher le torse du Belvédère. Elle fait partie de la collection du Musée d'Art Dahesh de New York.

## Description
L’action se situe en intérieur dans l’atelier de l’artiste. Une porte est entrebâillée et laisse apercevoir une clé suspendue sous la poignée de porte. Un bas-relief est accroché au mur en haut à droite.
Au centre de la composition se trouve un Michel-Ange vieillissant et aveugle qui se fait guider par un jeune garçon afin de poser ses mains sur le torse du Belvédère posé sur un socle en bois. Derrière l’artiste se trouve un bloc de pierre à peine ébarbé et surélevé par un rondin de bois. Des outils sont posés çà et là et des éclats de pierre couvrent le sol. Posé à côté du torse, on peut voir des pochettes à dessins.
Le sujet fait un contraste entre le jeune et l’ancien, le blanc du marbre et la couleur des costumes, le sens du touché et de la vue, le massif du Torse et le délicat des personnes.
La signature de l’artiste et la date se trouvent en bas à gauche sur le socle en bois où est posée la sculpture : J.L. Gérôme et 1849 sur 2 lignes.

## Historique
Gérôme a peint cette toile alors qu’il était un jeune artiste. Il s’est fait remarquer deux ans avant avec Un combat de coqs. 
Il peint dans les ateliers communautaires partagés : « Le chalet » au 27 rue de Fleurus à Paris. Il est fortement influencé par son voyage à Rome avec son maître Paul Delaroche en 1843.
C’est à cette occasion qu’il a vu le torse du Belvédère qui est depuis 1530 dans la cour de l'Octogone du Palais du Belvédère (Vatican). D’où l’impossibilité historique que le buste se soit trouvé dans l’atelier de Michel-Ange qui de surcroît n’a pas fini aveugle.
Selon Dominique de Font-Réaulx, il s’agit d’un hommage à un des artistes majeurs de la renaissance mais aussi de l’intérêt précoce de Gérôme au thème de l’Antiquité. 

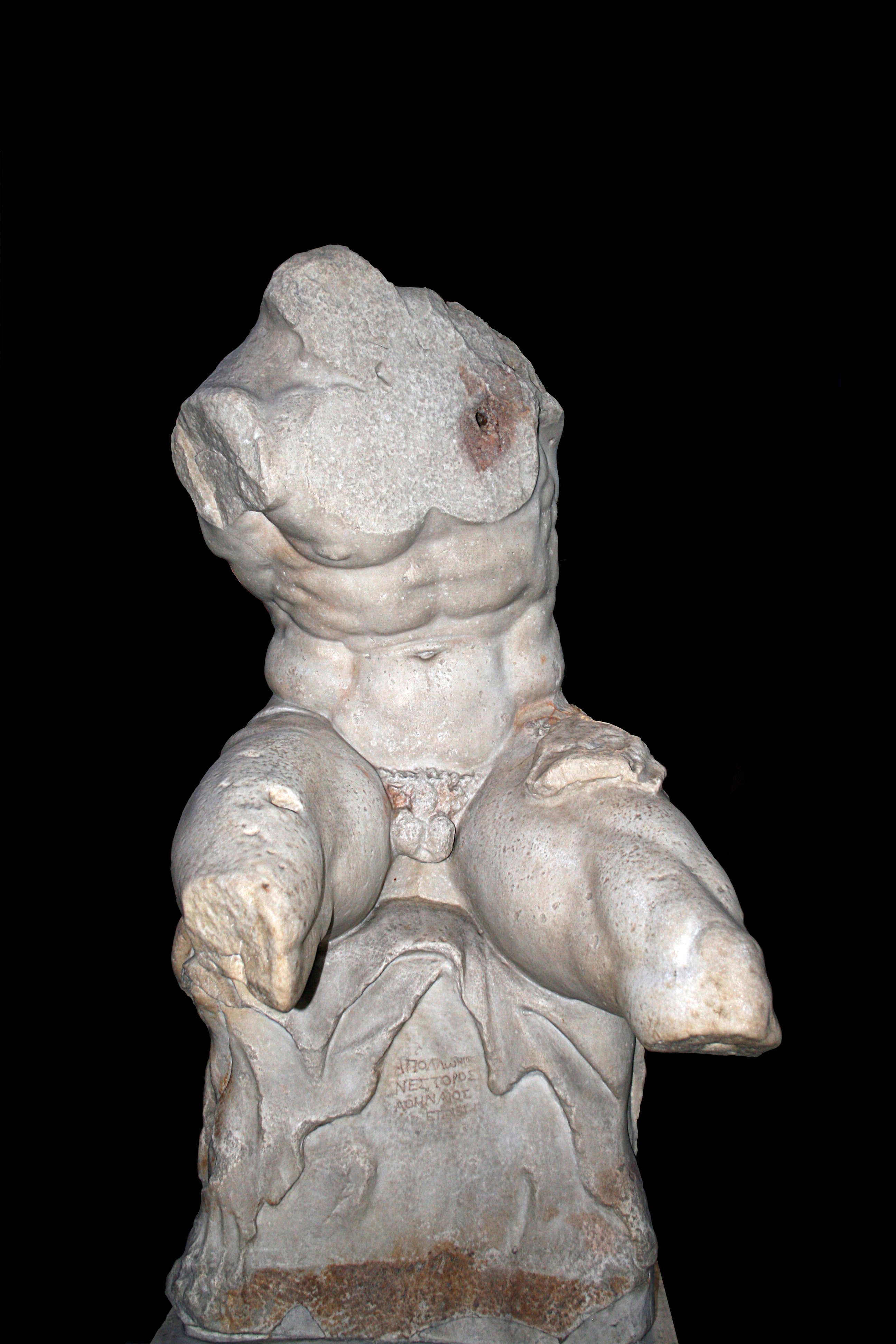
Photo du Torse du Belvédère.
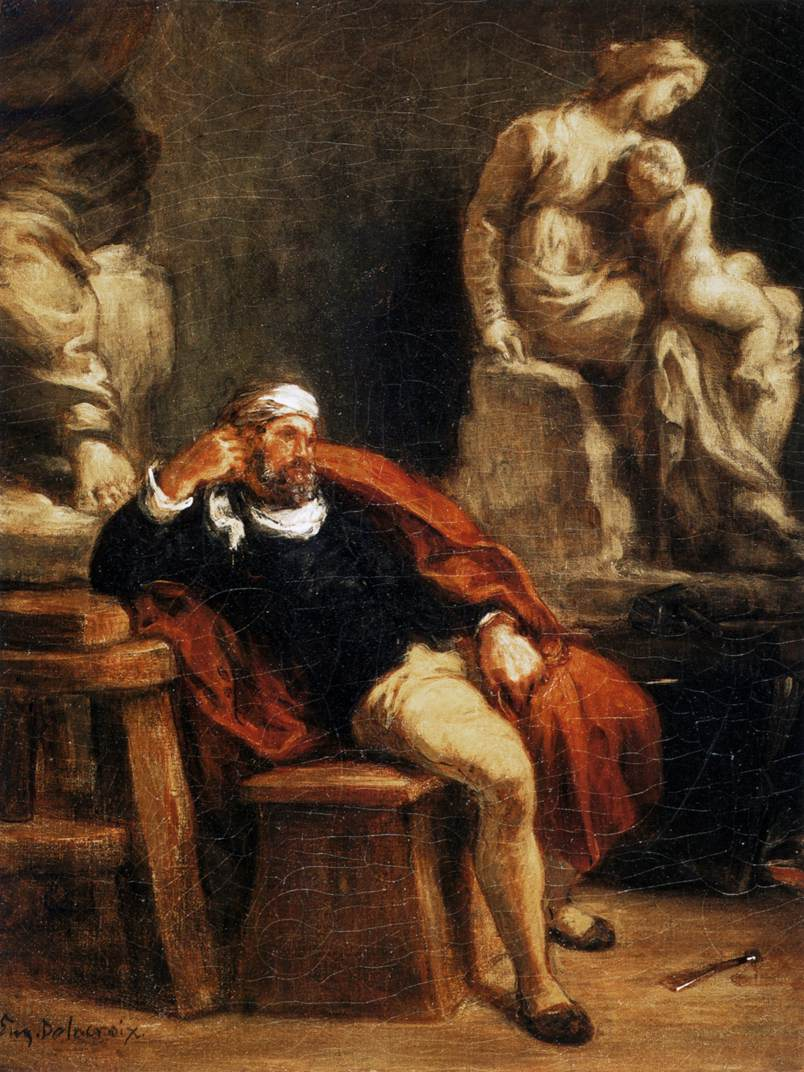
Version du Michel-Ange dans son atelier d'Eugène Delacroix.